# Elektra, továrna na žárovky
Elektra, továrna na žárovky je zaniklá továrna v Praze-Hloubětíně, která stála v ulici Poděbradská. Je po ní pojmenovaná ulice U Elektry.

## Historie
Továrna na výrobu žárovek byla postavena roku 1921 Josefem Bečkou za finanční podpory Živnobanky. Od roku 1925 se zde začaly vyrábět také elektronky. V roce 1930 prošly budovy adaptací podle plánu architekta Františka Roitha.
Holandská společnost Philips postupně uplatňovala svůj vliv ve firmě a v roce 1932 celý podnik převzala. V roce 1938 měla továrna přes 1000 zaměstnanců, čtyři výrobní linky a kromě elektronek vyráběla celé radiopřijímače.
Za 2. světové války se dostala pod německou správu, po osvobození se všechny továrny Philips na území republiky začlenily do n. p. Tesla.
Na jaře 2021 byl celý areál továrny zbořen.

## Popis
Původní areál z roku 1921 se skládal z přízemních velkorozponových hal s šedonovými světlíky.